# Innocenzo Tacconi
Innocenzo Tacconi (Bologna, 1575 – Roma, dopo il 1625) è stato un pittore italiano.

## Biografia

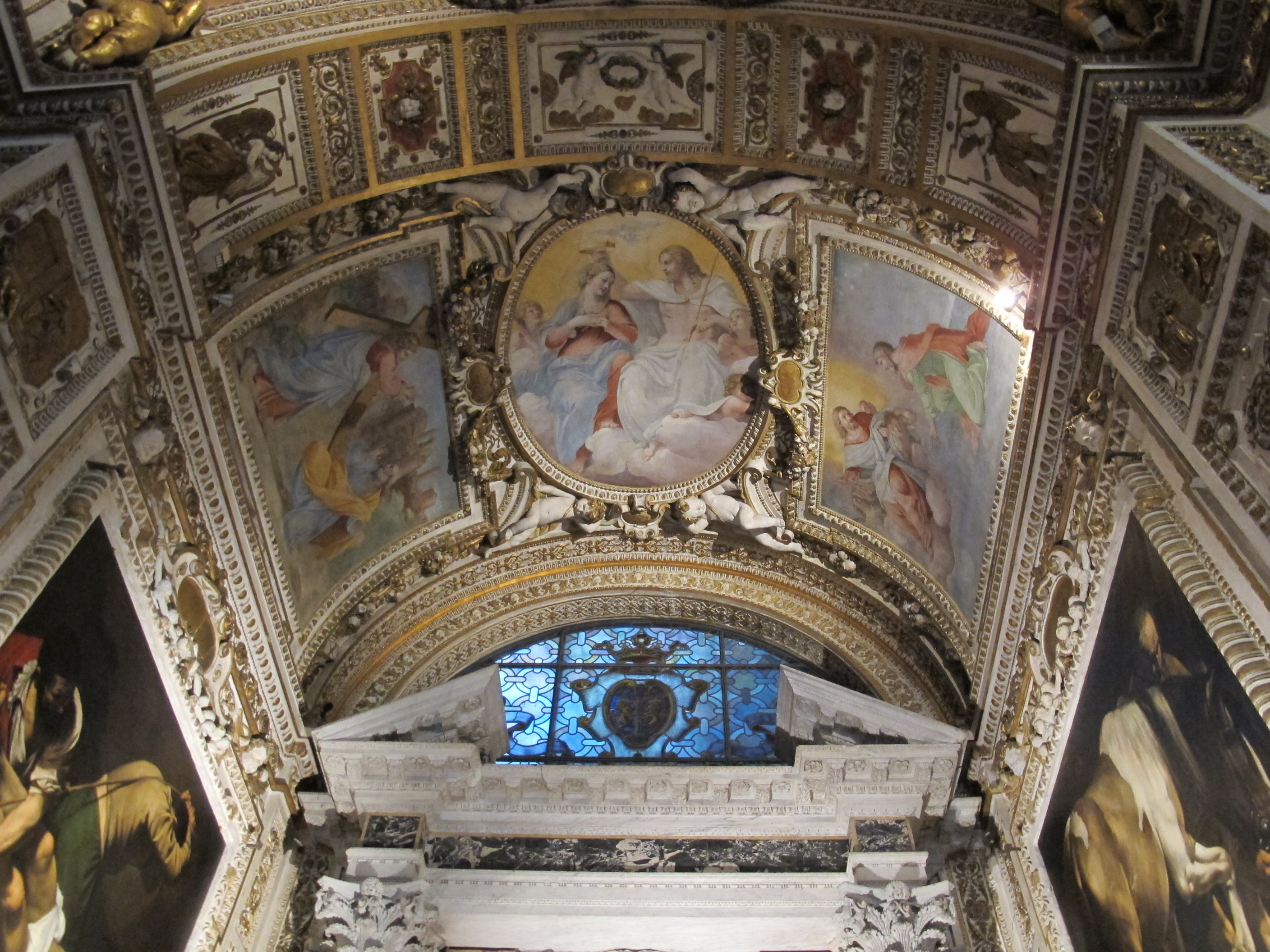
Annibale Carracci e Innocenzo Tacconi: affreschi della volta del vano interno della cappella Cerasi.

Pittore, nipote di Ludovico Carracci, fu attivo a Roma come allievo di Annibale Carracci; nella città collaborò anche con Agostino Carracci.
Un ritratto dell'artista, di cui si hanno scarse informazioni, è visibile all'interno di un ritratto della famiglia Tacconi realizzata dallo zio Ludovico.

## Opere
- Decorazione della volta della Cappella Cerasi della Basilica di Santa Maria del Popolo a Roma, 1600
- Decorazioni del Camerino di Palazzo Farnese, 1599.
- Cappella di Sant'Andrea della chiesa di Sant'Angelo in Pescheria: Storie della vita di sant'Andrea, dopo 1598
- San Sebastiano, pitture dell'altare maggiore.
- Martirio di San Lorenzo, tela nella cappella di San Lorenzo o del Sacramento del Duomo di Tivoli, 1622-23